# Cantón de Brécey
El cantón de Brécey era una división administrativa francesa, que estaba situada en el departamento de Mancha y la región de Baja Normandía.

## Composición
El cantón estaba formado por quince comunas:
- Braffais
- Brécey
- Cuves
- La Chaise-Baudouin
- La Chapelle-Urée
- Le Grand-Celland
- Le Petit-Celland
- Les Cresnays
- Les Loges-sur-Brécey
- Notre-Dame-de-Livoye
- Saint-Georges-de-Livoye
- Saint-Jean-du-Corail-des-Bois
- Saint-Nicolas-des-Bois
- Tirepied
- Vernix

## Supresión del cantón de Brécey
En aplicación del Decreto n.º 2014-246 de 25 de febrero de 2014, el cantón de Brécey fue suprimido el 22 de marzo de 2015 y sus 15 comunas pasaron a formar parte del nuevo cantón de Isigny-le-Buat.